# Antonio de Sotomayor
Antonio de Sotomayor, O.P., (Valença do Minho, 1557-Madrid, 3 de septiembre de 1648) fue arzobispo titular de Damasco, confesor real e inquisidor general del reino de España.

## Carrera eclesiástica
Miembro de la orden dominicana y desde 1587 profesor de teología en Santiago.
En 1616 fue escogido confesor de Felipe III y de los infantes. 
En 1622 fue uno de los primeros miembros de la nueva Junta Grande.
Consejero de Estado desde 1626, entre 1627 y 1646 fue comisario general de Cruzada.
Después de que Antonio Zapata y Cisneros renunció al puesto, fue nombrado inquisidor general el 17 de julio de 1632. El mismo año Felipe IV le nombró abad de la Abadía de Alcalá la Real.
En junio de 1643, es decir, después de la caída del Conde-duque de Olivares, Sotomayor renunció al cargo.